# Autoestrada A7 (Itália)
A Autoestrada A7 (também conhecida como Autostrada dei Giovi) é uma autoestrada no norte da Itália que conecta Milão a Gênova.

## História
O trecho Gênova-Serravalle foi inaugurado em 29 de outubro de 1935, e se tornou a ligação mais rápida entre a cidade da Ligúria e as cidades de Milão e Turim, suplantando a antiga estrada estatal 35. Na época de sua realização, foi denominada Autocamionale Genova-Valle del Po (ou simplesmente, Camionale).
O segmento Milão-Serravalle foi aberta ao tráfego em 10 de setembro de 1960.

## Rota
| A7 MILANO - GENOVA "La Serravalle" o "dei Giovi" |                                                                              |       |      |           |                         |
| Tipo                                             | Indicazione                                                                  | ↓km↓  | ↑km↑ | Província | Strada europea          |
|                                                  | Piazza Maggi                                                                 | -1,9  | +1,9 | MI        |                         |
|                                                  | Milano V.le Famagosta MM2 Famagosta                                          | -1,1  | +1,1 | MI        |                         |
|                                                  | Milano Via del Mare Quartiere dei Fiori                                      | 0     | 133  | MI        |                         |
|                                                  | Area Servizio "Cantalupa"                                                    | 0,5   | 132  | MI        |                         |
|                                                  | Assago Rozzano - Milanofiori                                                 | 2,0   | 131  | MI        |                         |
|                                                  | Tangenziale Ovest di Milano                                                  | 3,2   | 130  | MI        |                         |
|                                                  | Barriera Milano ovest                                                        | 4,0   |      | MI        |                         |
|                                                  | Binasco                                                                      | 10,5  | 123  | MI        |                         |
|                                                  | Pavia nord Bereguardo                                                        | 21,5  | 112  | PV        |                         |
|                                                  | Gropello Cairoli - Pavia sud                                                 | 30,6  | 103  | PV        |                         |
|                                                  | Area Servizio Bidirezionale "Dorno"                                          | 33,6  | 100  | PV        |                         |
|                                                  | Casei Gerola                                                                 | 50,0  | 83   | PV        |                         |
|                                                  | Castelnuovo Scrivia                                                          | 54,0  | 79   | AL        |                         |
|                                                  | Area Servizio "Castelnuovo Scrivia"                                          | 60,6  | 73   | AL        |                         |
|                                                  | Torino - Brescia                                                             | 63,0  | 70   | AL        |                         |
|                                                  | Tortona                                                                      | 63,5  | 69,5 | AL        |                         |
|                                                  | Diramazione Novi Ligure Genova - Gravellona Toce                             | 72,0  | 61   | AL        |                         |
|                                                  | Area Servizio "Bettole"                                                      | 80,3  | 53   | AL        |                         |
|                                                  | Serravalle Scrivia                                                           | 84,5  | 48   | AL        |                         |
|                                                  | Vignole B. - Arquata S.                                                      | 88,6  | 44   | AL        |                         |
|                                                  | Area Servizio "Valle Scrivia"                                                | 92,5  | 40   | AL        |                         |
|                                                  | Isola del Cantone                                                            | 100,7 | 32   | GE        |                         |
|                                                  | Area Servizio "Giovi"                                                        | 106,1 | 26,5 | GE        |                         |
|                                                  | Ronco Scrivia                                                                | 106,5 | 26   | GE        |                         |
|                                                  | Busalla                                                                      | 111,5 | 22   | GE        |                         |
|                                                  | Area Servizio "Campora est"                                                  | --    | 16   | GE        |                         |
|                                                  | Genova Bolzaneto                                                             | 125,8 | 7    | GE        |                         |
|                                                  | Livorno                                                                      | 128,7 | 4    | GE        |                         |
|                                                  | Ventimiglia                                                                  | 131,7 | 2    | GE        |                         |
|                                                  | Barriera Genova ovest                                                        | 132,8 | 0,8  | GE        | ling=Strada europea E62 |
|                                                  | Area Servizio "La Lanterna est"                                              | --    | 0,4  | GE        | ling=Strada europea E62 |
|                                                  | Genova Sampierdarena - Porto Terminal traghetti Genova centro - Sopraelevata | 133,6 | 0    | GE        | ling=Strada europea E62 |